# Савантвади (княжество)

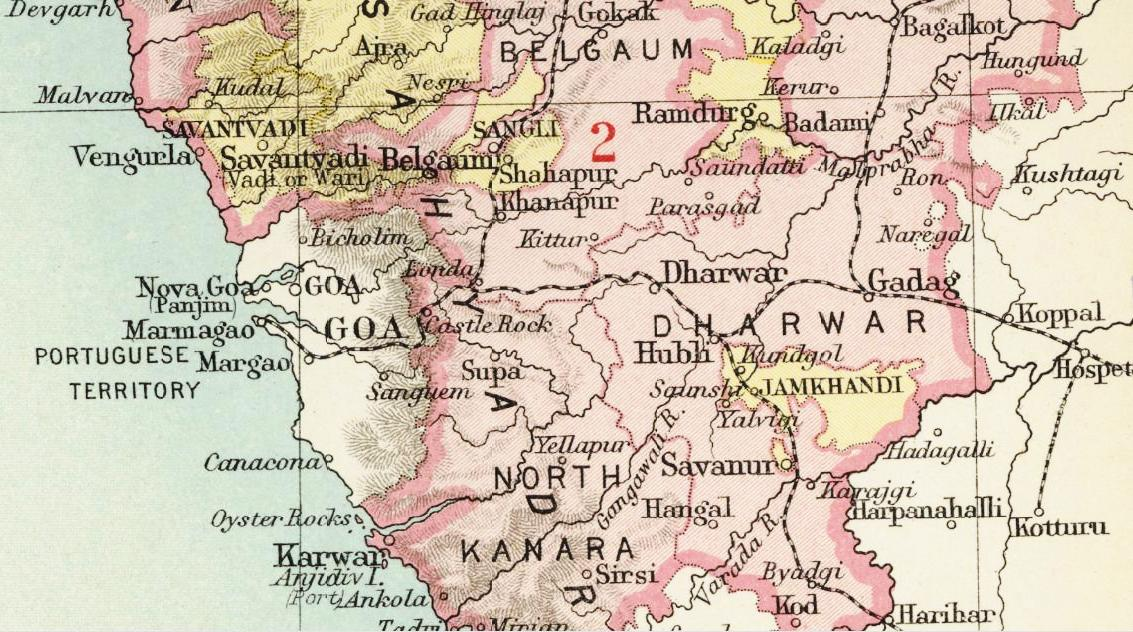
Княжество Савантвади в Imperial Gazetteer of India

Княжество Савантвади (маратхи सावंतवाडी संस्थान) — туземное княжество Индии в период британского владычества. Княжество управлялось маратхской династией Савант-Бхонсле. Это было единственное княжество, принадлежавшее Агентству Колаба в составе Бомбейского президентства, которое позже стало частью Агентства Деканских княжеств. Столица княжества — город Савантвади, в современном округе Синдхудург штата Махараштра.
Площадь княжества Савантвади составляла 2396 квадратных километров. Согласно переписи 1931 года, численность населения составляла 250 589 человек. Основным языком жителей княжества был маратхи.

## История
Государство Савантвади было основано в 1627 году Кхемом Савантом I, позднее ставшим вассалом Биджапурского султаната. Кхем Савант II сделал своей столицей Сундарвади, который позже получил название Савантвади, поскольку правители были известны как Саванты.
7 апреля 1765 года государство Савантвади стало британским протекторатом.
Княжество Савантвади присоединилось к Индийскому союзу 15 августа 1947 года, став частью индийского штата Бомбей в 1948 году.

## Правители
- Манг Савант (1554) — он поднял восстание против Биджапура, попытался утвердиться в качестве независимого вождя в деревне Ходавда близ Савантвади. Он нанес поражение войскам Биджапура, посланным против него, и был независим до самой своей смерти. Преемники Манга вновь стали васалами биджапурских султанов[3].
- Кхем Савант I Бхонсле (1627—1640), сын Пхонда Саванта, на закате власти Биджапура он владел частью района Вади в качестве джагира, обрел независимость[3].
- Сом Савант Бхонсле (1640—1641), старший сын предыдущего. Правил в течение 18 месяцев, затем его сменил младший брат Лакхам Савант[3].
- Лакхам Савант Бхонсле (1641—1665) — он в ходе грабительского набега захватил в плен Десаи Кудала, предал его смерти и захватил его земли. Когда могущество Шиваджи возросло (1650), Лакхам Савант перешел в его подданство. Шиваджи сделал его Сар Десаи всего Южного Конкана. Он не соблюдал условия договора (1659) и присоединился к Биджапурскому султанату. В 1660 году Шиваджи послал против Лакхама одного из своих самых ранних последователей, Баджу Фазалкара. Битва между ними закончилась вничью. Оба были убиты в бою. В 1662 году Шиваджи победил Лакхама Саванта. Из политических и семейных побуждений, поскольку он сам принадлежал к семье Бхонсле, Шиваджи восстановил Лакхама Саванта в его владениях[3].
- Пхонд Савант Бхонсле (1665—1675), наследовал своему брату Лакхаму Саванту[3].

### Раджа Сар Десаи
- 1675 — февраль 1709: Кхем Савант II Бхонсле Бахадур (? — 1709), старший сын Пхонда Саванта, помог Великим Моголам против Шиваджи и взамен получил от них больше территории[3].
- Февраль 1709 — 2 января 1738: Пхонд Савант II Бхонсле Бахадур (1667—1728), сын Нара Саванта Бхонсле, племянник предыдущего
- 2 января 1738—1755: Рамачандра Савант I Бхонсле Бахадур (1712—1755), сын Навара Саванта и внук предыдущего. Назначенный его дедом в качестве очевидного наследника в 1728 году, и действовал в качестве регента от его имени с 1728 года вплоть до его смерти в 1738 году. Затем правил при регентстве своего дяди Джейрама Саванта Бхонсле до самой его смерти в 1753 году.
- 1755—1763: Кхем Савант III Бхонсле Бахадур (1749 — 6 октября 1803), старший сын предыдущего. Он правил при регентстве матери Субхагьявати Джанаки Бай Бхонсле до своего совершеннолетия в 1763 году.

### Раджа Бахадур
- 1763 — 6 октября 1803: Кхем Савант III Бхонсле Бахадур (1749 — 6 октября 1803), старший сын Рамачандра Саванта I Бхонсле. В 1765 году англичане захватили форт Реди и, чтобы вернуть форт, он заключил договор с англичанами, по условиям которого он помогал британцам в случае войны с маратхами[3].
- 6 октября 1803—1805: Рани Лакшми Бай Бхонсле (? — 1807), регентша княжества, первая жена Кхема Саванта III Бхонсле.
- 1805—1807: Рамачандра Савант II Бхонсле Бахадур «Бхау Сахиб» (? — 1809), старший сын Шрирама Саванта Бхонсле. Победил Пхонда Саванта и был усыновлен Рани Лакшми Бай.
- 1807—1808: Пхонд Савант II Бхонсле Бахадур (? — 1808), усыновлен Рани Лакшми Бай Бхонсле.
- 1808 — 3 октября 1812: Пхонд Савант III Бхонсле Бахадур (? — 1812), сын Сома Саванта Бхонсле (Абы Сахиба). В декабре 1803 года после убийства своего отца он обратился за помощью к махарадже Колхапура. Признанный законным наследником и присоединившийся к войскам Колхапура, когда они вторглись в Савантвади. Признанный регентом Рани Лакшмибаи в качестве преемника своего мужа в 1804 году. Бежал в Кудал и присоединился к войскам Колхапура, когда Шрирам Савант победил его в битве.
- 3 октября 1812—1867: Кхем Савант IV Бхонсле Бахадур «Бапу Сахиб» (1804—1867), младший сын Пхонда Саванта III. Правил под регентским советом, пока не достиг совершеннолетия и не был облечен полными правящими полномочиями 11 февраля 1823 года. За время своего правления он несколько раз сталкивался с жестокими восстаниями членов своей семьи и знати, особенно в 1844—1849 годах, и нуждался в поддержке британских войск, чтобы привести их в порядок.
- 1867 — 7 марта 1869: Пхонд Савант IV Бхонсле Бахадур «Бапу Сахиб» (1828 — 7 марта 1869), старший сын предыдущего
- 7 марта 1869 — декабрь 1899: Рагхунат Савант Бхонсле Бахадур «Баба Сахиб» (20 сентября 1862 — декабрь 1899), единственный сын предыдущего
- Декабрь 1899 — 23 апреля 1913: Шрирам Савант Бхонсле Бахадур «Аба Сахиб» (19 октября 1871 — 23 апреля 1913), старший сын Раджкумара Шриманта Сома Саванта Раджа Бхонсле (Абы Сахиба), двоюродный брат предыдущего. Правил при регентском совете, пока он не достиг совершеннолетия и стал править саомстоятельно 17 июня 1900 года.
- 24 апреля 1913 — 4 июля 1937: Майор Кхем Савант V Бхонсле Бахадур «Бапу Сахиб» (20 августа 1897 — 4 июля 1937), единственный сын предыдущего. С 4 июня 1934 года — сэр Кхем Савант V. Правил под регентством своей мачехи Рани Гаджары Бай Радж до тех пор, пока не достиг совершеннолетия и не был наделен всей полнотой правящей власти 29 октября 1924 года.

4 июля 1937 — 15 августа 1947: Подполковник Шиврамрадж Савант Бхонсле Бахадур(13 августа 1927 — 13 июля 1995), единственный сын предыдущего. Правил под регентством своей матери Рани Парвати Бай Раджа (1907—1961), пока не достиг совершеннолетия 12 мая 1947 года. 15 августа 1947 года он подписал акт о присоединении к Индийскому союзу. 8 марта 1848 года подписал соглашение о включении своего княжества в состав штата Бомбей.

### Титулярные раджи
- 15 августа 1947 — 13 июля 1995: Шиврамрадж Савант Бхонсле Бахадур(13 августа 1927 — 13 июля 1995), единственный сын Кхема Саванта V «Бапу Сахиба»
- 13 июля 1995 — настоящее время: Кхем Савант VI Бхонсле Бахадур (род. 19 марта 1958), единственный сын предыдущего.

Вероятным наследником княжеского титула является Лакхам Кхем Савант Бхонсле (род. 2 июня 1991), единственный сын предыдущего.